# タロンガ動物園
タロンガ動物園（タロンガどうぶつえん）は、オーストラリア、シドニー市内に存在する動物園。

## 概要

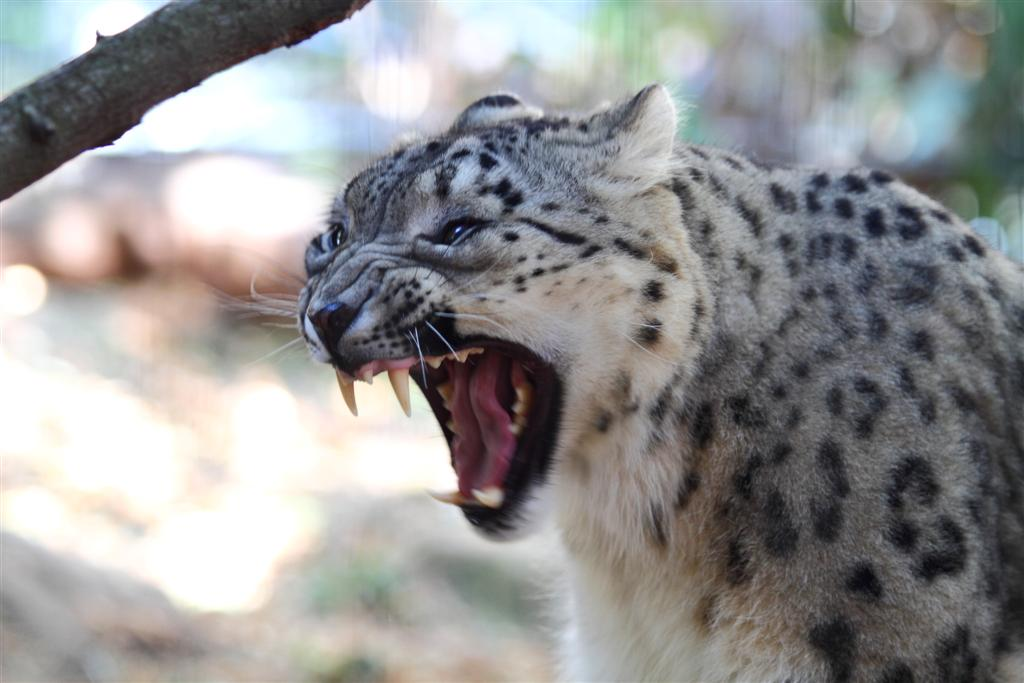
タロンガ動物園で飼育されているユキヒョウ

1916年に開業したオーストラリアを代表する動物園の一つ。2008年にグレート・サザン・オーシャンズ・エリアを拡張し、より大型化した。コアラ、カンガルーなどオーストラリアの動物を中心に、世界中の動物を公開している。園名のタロンガとは、アボリジニ語でウォータービュー(美しい水の眺め)の意味。日本とのつながりとして1984年に飼育していたコアラを多摩動物公園、東山動植物園に贈ったことで有名。また東山動植物園で「イケメンゴリラ」として人気を博すニシローランドゴリラ「シャバーニ」が幼少期を過ごしていた場所でもある。

## アクセス
- サーキュラー・キーから出る連絡船による。

## 事件・事故
- 2010年、アシカショーの最中に少年が、アシカに襲われて負傷
- 2012年、アジアゾウの飼育員が、ゾウと柱の間に挟まれて負傷[3]